# Dicrodiplosis multifila
Dicrodiplosis multifila är en tvåvingeart som först beskrevs av Ephraim Porter Felt 1908.  Dicrodiplosis multifila ingår i släktet Dicrodiplosis och familjen gallmyggor.
Artens utbredningsområde är Puerto Rico. Inga underarter finns listade i Catalogue of Life.